# Министерство нефти и газа Казахстана
Министерство нефти и газа Республики Казахстан (каз. Мұнай және газ министрлігі Қазақстан Республикасы) — центральный исполнительный орган Республики Казахстан, осуществляющий формирование государственной политики, координацию процесса управления в сферах нефтегазовой, нефтехимической промышленности, транспортировки углеводородного сырья. 
В состав данного министерства входят 3 управления, 19 департаментов, 2 комитета, 15 акционерных и производственных предприятий, а также пресс-служба. 
На сегодняшний день, министром энергетики Республики Казахстан является Алмасадам Саткалиев. 

## Структура

### Управления
- по защите государственных секретов
- по мобилизационной подготовке
- развития персонала

### Департаменты
- внутреннего контроля и аудита
- недропользования
- развития нефтяной промышленности
- развития нефтегазовой промышленности и технического регулирования
- развития газовой промышленности
- электроэнергетики
- международного сотрудничества и экономических интеграционных процессов
- развития угольной промышленности
- развития атомных и энергетических проектов
- управления отходами
- по изменению климата
- «зелёной экономики»
- по возобновляемым источникам энергии
- экологического мониторинга и информации
- стратегического планирования и анализа
- административной работы
- информационных технологий
- бюджета и финансовых процедур
- юридической службы
- развития персонала

### Компании
- ТОО «PSA»
- АО «Информационно-аналитический центр нефти и газа»
- ГУ «Капиталнефтегаз»
- АО "Управляющая компания специальной экономической зоны «Национальный индустриальный нефтехимический технопарк»
- АО «Парк ядерных технологий»
- АО «Достык Энерго»
- РГП «Карагандаликвидшахт»
- РГП «Национальный ядерный центр РК»
- РГП «Институт ядерной физики»
- РГП «Институт геофизических исследований»
- РГП «Казгидромет»
- РГП «Информационно-аналитический центр охраны окружающей среды»
- АО «Жасыл даму»
- АО «Казаэросервис»
- АО "Научно-производственное объединение «Евразийский центр воды»

### Комитеты
- экологического регулирования, контроля и государственной инспекции в нефтегазовом комплексе
- атомного и энергетического надзора и контроля

## История
В 1994—1997 годах существовало Министр нефтяной и газовой промышленности. 
Министерство было создано в марте 2010 года на базе Министерства энергетики и минеральных ресурсов Казахстана.
Начиная со дня получения независимости Казахстаном данное ведомство несколько раз реформировалось. Министерство энергетики, индустрии и торговли в 2000 году было реорганизовано. На его месте созданы Министерство энергетики и минеральных ресурсов — Министерство индустрии и торговли.

### Список министров
| № | Ф.И.О.                                | Дата начала и окончания работы на посту                     | Название должности |
|   | Чердабаев, Равиль Тажигариевиич       | июнь — октябрь 1994                                         | Министр нефтяной и газовой промышленности                                                                                    |
|   | Н. Балгимбаев                         | 1994—1997                                                   | Министр нефтяной и газовой промышленности                                                                                    |
| 1 | Школьник Владимир Сергеевич           | октябрь 1999 — 19 января 2006                               | Министр энергетики, индустрии и торговли Республики Казахстан Министр энергетики и минеральных ресурсов Республики Казахстан |
| 2 | Измухамбетов Бактыкожа Салахатдинович | 19 января 2006 — 27 августа 2007                            | Министр энергетики и минеральных ресурсов Республики Казахстан                                                               |
| 3 | Мынбаев Сауат Мухаметбаевич           | 27 августа 2007 — 12 марта 2010 12 марта 2010 — 3 июля 2013 | Министр энергетики и минеральных ресурсов Республики Казахстан Министр нефти и газа Республики Казахстан                     |
| 4 | Карабалин Узакбай Сулейменович        | 3 июля 2013 — 4 августа 2014                                | Министр нефти и газа Республики Казахстан                                                                                    |
| 5 | Школьник Владимир Сергеевич           | 6 августа 2014 — 25 марта 2016                              | Министр энергетики Республики Казахстан                                                                                      |
| 6 | Бозумбаев Канат Алдабергенович        | 25 марта 2016 — 18 декабря 2019                             | Министр энергетики Республики Казахстан                                                                                      |
| 7 | Ногаев Нурлан Аскарович               | 18 декабря 2019 — 7 сентября 2021                           | Министр энергетики Республики Казахстан                                                                                      |